# Guyana Airways
Guyana Airways war die staatliche Fluggesellschaft des südamerikanischen Staates Guyana. Sie führte Flüge innerhalb ganz Amerikas inklusive der Karibik durch.

## Geschichte

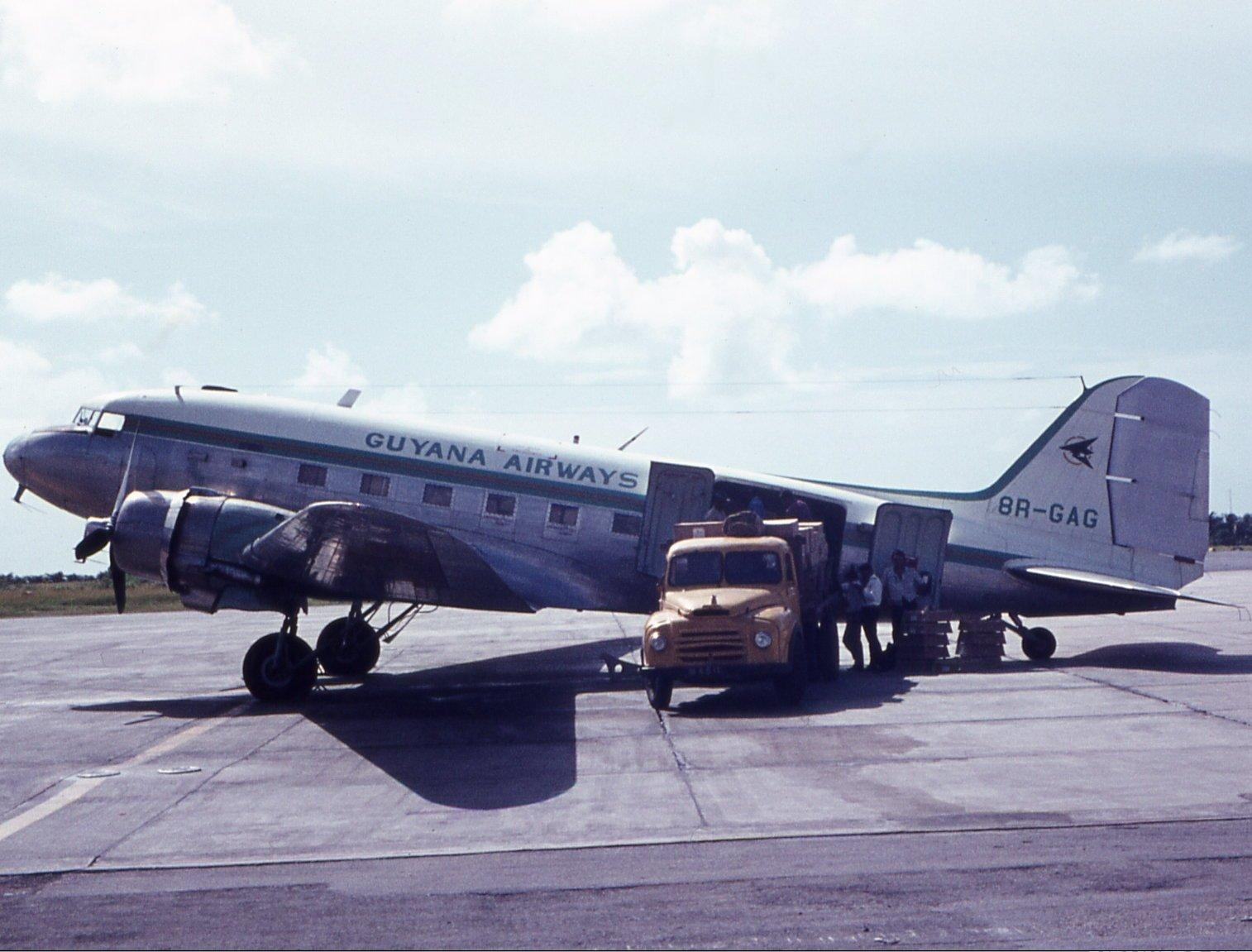
Douglas DC-3 der Guyana Airways, 1969

Guyana Airways wurde 1939 als British Guiana Airways von Art J. Williams und Harry Wendt gegründet. Anfangs führte sie Flüge mit Ireland Flying Boats durch, bis sie in den 1940ern durch Grumman G-21 ersetzt wurden. 1955 kaufte die Britische Kolonialregierung die BGA auf. Die Fluggesellschaft wurde von BWIA West Indies Airways finanziell unterstützt. 1963 wurde der Name auf Guyana Airways gekürzt. 1966 wurde Guyana ein unabhängiger Staat und somit war die Fluglinie eine Tochterfirma des Verkehrsministeriums. Alle Flugzeuge der Guyana Airways waren geleast, was dazu führte, dass unterschiedlichste Typen von Flugzeugen eingesetzt wurden. Russische Tu-154 wurden neben US-amerikanischen Boeing 707 genauso eingesetzt. 1999 meldete Guyana Airways Insolvenz an. Als ein letzter Versuch wurde Air Guyana 2000 gegründet, welche nur zwei Jahre überlebte, bis sie auch Insolvenz anmeldete.

## Flotte

### Flotte bei Betriebseinstellung
Zu Betriebseinstellung wurden folgende Flugzeuge betrieben:
| Flugzeugtyp      | Anzahl | bestellt | Bemerkungen | Sitzplätze (Business/Eco+/Economy) | Durchschnittsalter |
| ---------------- | ------ | -------- | ----------- | ---------------------------------- | ------------------ |
| Airbus A300-600R | 1      |          |             |                                    | 1 Jahr             |
| Boeing 757-200   | 1      |          |             | 295                                | 1 Jahr             |
| Gesamt           | 5      | —        |             |                                    | 3,3 Jahre          |

### Zuvor eingesetzte Flugzeuge
| Flugzeugtyp                          | Anzahl | Eingeflottet | Ausgeflottet | Notizen                                     |
| ------------------------------------ | ------ | ------------ | ------------ | ------------------------------------------- |
| Airbus A300B4                        | 1      | 1995         | 1996         |                                             |
| Boeing 707-120B                      | 1      | 1992         | 1993         | Geleast von Omega Aerial Refueling Services |
| Boeing 707-320B                      | 8      | 1981         | 1994         | Geleast von mehreren Leasingpartnern        |
| Boeing 737-200                       | 2      | 1980         | 1982         | Geleast von Maersk Air                      |
| Boeing 757-200                       | 1      | 1993         | 1999         | Geleast von ILFC                            |
| de Havilland Canada DHC-4 Caribou    | 2      | 1970         | 1981         |                                             |
| de Havilland Canada DHC-6 Twin Otter | 5      | 1967         | 1999         |                                             |
| Douglas C-47 Skytrain                | 4      | 1947         | 1979         |                                             |
| Douglas DC-6                         | 6      | 1974         | 1985         |                                             |
| Douglas DC-8-52                      | 1      | 1993         | 1994         | Geleast von Advance Air Charters            |
| Grumman G-21                         | 4      | 1945         | 1973         |                                             |
| Hawker Siddeley HS 748               | 2      | 1977         | 1999         |                                             |
| Iljuschin Il-62                      | 1      | 1984         | 1984         | Geleast von Aeroflot                        |
| Ireland Neptune                      | 1      | 1939         | 1955         |                                             |
| Lockheed L-188CF Electra             | 3      | 1975         | 1977         |                                             |
| Tupolew Tu-154B2                     | 2      | 1985         | 1985         | Geleast von TAROM                           |
| Tupolew Tu-154M                      | 1      | 1986         | 1988         |                                             |